# 封戸田
封戸田（ふこでん）とは、朝廷から貴族や寺社に与えられていた封禄としての封戸が荘園化したもの。封田とも言う。
本来、封戸は郷単位でまとまった形で与えられ、その租税徴収は封戸の属する令制国の国司が行い（田畑は輸租田）、封主の関与は禁止されていた。
ところが、平安時代中期以後、国司が封戸の租税徴収を行わない代わりに（不輸租田）、国符を封主に与えて国司の在任中に限り、封主の使者が直接徴収することを認める扱いが増えた。更に封主が朝廷に対してこのような不輸の権（さらには不入の権）を申請し永年認められる場合も現れ、神田、寺田、官田などと同様となった。
そのため、封主と封戸の間に支配関係が形成され、郷全体が1人の封主の封戸であった場合には郷そのものが封主個人の所領とみなされるようになった。このような郷は荘と呼ばれ、荘園化された封戸の田地を封戸田と称した。